# Macrostylis foveata
Macrostylis foveata är en kräftdjursart som beskrevs av Boris Vladimirovich Mezhov 2000. Macrostylis foveata ingår i släktet Macrostylis och familjen Macrostylidae. Inga underarter finns listade i Catalogue of Life.